# Denzel (automobile)
Pour les articles homonymes, voir Denzel.
Denzel est un constructeur automobile autrichien fondé à Vienne par Wolfgang Denzel en 1948, en activité jusqu'en 1959.

## Histoire
La marque Denzel est fondée en Autriche par le pilote et ingénieur Wolfgang Denzel dans les années suivant la Seconde Guerre mondiale. À ses débuts, il assemble des voitures artisanales en réutilisant des châssis de Volkswagen Kübelwagen, habillés de carrosseries en bois. À la fin des années 1940, Denzel fabrique ses propres carrosseries en métal et développe des moteurs dérivés de ceux de Volkswagen (VW).
Les premiers modèles portent l'appellation WD, diminutif de Wolfgang Denzel, avant d'adopter simplement le nom Denzel à partir de 1957. Faute d'accès aux châssis VW, l'entreprise conçoit alors son propre châssis en acier, associé à une carrosserie en aluminium. Les voitures Denzel, dont le poids avoisine 580 kg, affichent des performances supérieures à celles de certains modèles Porsche de l'époque.
En 1954, Wolfgang Denzel remporte la Coupe des Alpes au volant d'un modèle équipé d'un moteur 1300 Super Sport. La même année, une autre Denzel se classe douzième au classement général des 12 Heures de Sebring.
La production automobile prend fin en 1959 après environ 300 véhicules fabriqués,. L'activité principale de la société se recentre alors sur l'importation de véhicules en Autriche, secteur dans lequel Wolfgang Denzel AG demeure actif. Environ 30 exemplaires du modèle WD Denzel 1300 seraient encore existants en 2019.